# Pimpinella triternata
Pimpinella triternata är en flockblommig växtart som beskrevs av Friedrich Ludwig Diels. Pimpinella triternata ingår i släktet bockrötter, och familjen flockblommiga växter. Inga underarter finns listade i Catalogue of Life.